# 纳戈尔斯克
纳戈尔斯克（羅馬化：Nagorsk），旧称纳戈尔斯科耶（Нагорское），是俄罗斯基洛夫州的市级镇、纳戈尔斯克区行政中心，位于伏尔加河流域内卡马河支流维亚特卡河畔，其一支流科布拉河（Кобра）流经该地北部。该地地处基洛夫州北部，在州府基洛夫东北方。
原名纳戈尔斯科耶，1965年设市级镇并改为现名。该地2021年人口有4,167人；2010年人口4,903；2002年人口5,138；1989年人口5,824。